# بعلول
 'بعلول' (في العربية بعلول، . TR علول ʿ B) هو صغير الناس تقع في الجنوب الشرقي من لبنان ، في شرق وادي البقاع.
وتعرف هذه المدينة لكونها واحدة من كثيرين في لبنان الذي هاجر السكان. على الرغم من أن هناك قصص من الهجرة أقرب التي ظهرت في بداية 1950 والتشريد قوي من سكانها التي أساسا في ال 70 في وقت مبكر، عندما واجهت البلاد بداية من صراع على السلطة سياسيا واجتماعيا بين الفصائل مسلم و المسيحية. أخيرا هذا الصراع أدى إلى بدء الحرب الأهلية في لبنان (1975 - 1990)، والتي أصيب البلد الذي وضع المحيط الهادي كانت تعرف باسم "  'وسويسرا الشرق الأوسط' "، إن الوضع في لبنان تم منع غير مستقرة والتهاوي مع الاقتصاد وحرب أهلية دامية متزايدة تربية أطفالهم، قررت القرويين للهجرة.
هذه البلدان هاجروا إلى حد كبير في المقام الأول أمريكا اللاتينية، بما في ذلك: فنزويلا، كولومبيا، البرازيل و بنما، وكان هناك أيضا كميات كبيرة نحو كندا و الولايات المتحدة. هذه هي في معظمها رحلات ذهابا وإيابا بعد أن تحقيق سبل العيش اقتصادية مستقرة، بعلول العودة مرة أخرى لمواصلة بناء مساكن لأسرهم.
 'فنزويلا' هي واحدة من البلدان حيث يعيش أكثر الناس في هذه المدينة، مع جزيرة مارغريتا والمنطقة الاقتصادية Paraguana في مدينة أين Fijo التي تتركز في معظمها سكان، وتوفير أساسا تجارة البضائع الجافة.
 'كولومبيا' كانت واحدة من الوجهات الرئيسية للهجرة للشعب، وبين ال 70 و 80 و 90 وزارة من الكولومبية غواخيرا، وتحديدا سكان مايكاو ‏ كانت ومازالت حاليا واحدة من الأماكن داخل كولومبيا حيث تأسس المجتمع.
 'بنما' في العقد من ال 80 و 90 تلقى بعلول مجتمع التي تركز على منطقة كولون الحرة، في محيط قناة بنما فرض نظام التجارة التجارية داخل المكان.
 'البرازيل' هي واحدة من البلدان التي لديها أكثر لبناني في العالم، متجاوزا حتى عدد السكان الحالي من لبنان. هذا البلد ليست استثناء في وجود شعب المجتمع بعلول، وتحديد مكان سكانها في الحدود الثلاثية من فوز دو إيغواسو في محافظة بارانا.
هؤلاء الناس ممارسة الدين مسلم Sunie، (هناك عائلة واحدة فقط المسيحية المارونية)
في الوقت الحاضر، والسكان بعلول ما يقرب من 96 أسرة وإضافة إلى تلك التي وجدت في الخارج سيكون حوالي 380 أسرة.
اللغة الرسمية لللبنان هو العربية، وكلغة ثانية في الفرنسية بعلول ولكن اللغة الرئيسية التي يتحدث بها هذا المجتمع، سواء داخل المدينة و للخروج من هذا هو الإسبانية، منذ أكثر الناس الذين هاجروا إلى البلدان الناطقة أساسا بعلول من أي شيء آخر. في بعلول المجتمع في الإسبانية هي اللغة المشتركة، وراهم على العربية في الإنجليزية و 'بعلول'  (في العربية بعلول، . آر  B'alūl ) هي مدينة تقع في جنوب شرق لبنان، الذين الموقع الجغرافي فمن شرق وادي البقاع.يقع بعلول في منطقة نائية في وسط المناطق الجبلية. أنه يحد من الشرق مع شعب ليلى وغربا إلى قرية Karaoum. عدد سكانها الحالي ما يقرب من 200 شخص الأصلي من القرية، وبالنظر إلى أن العديد من السكان الذين يعيشون في الخارج. سكانها هم متدينون رواه مسلم السنة، ولكن أيضا يقيم أسرة المسيحية المارونية في المجتمع.وتعرف هذه المدينة لكونها واحدة من العديد من ولد من الهجرة من لبنان. كانت الموجة الأولى من الهجرة التي ظهرت في بعلول بين 1935 - 1950، قبل استقلال لبنان وخلال إدارة الأراضي عن طريق فرنسا. و[الانتداب الفرنسي [لبنان]] ممارسة السلطة واتخاذ القرارات السياسية والاقتصادية في المنطقة. في فرنسي أظهرت تفضيلات معينة للمجتمع المسيحية المارونية، بعض التمييز ورود أنباء إلى رواه مسلم. رجال مسلم لبناني من الوقت يحتجون على الوضع، وادعى أنهم لا يريدون أن يعيشوا في بلد حيث كانت تمارس القرارات من قبل الأجانب خلال العربية، وهذا أدى إلى تشريد هذه من الأراضي اللبنانية.بدأ النزوح الثاني من سكانها خلال 70S، عندما كانت البلاد تواجه بداية صراع على السلطة في المجال السياسي والاجتماعي بين الفصائل مسلم و المسيحية. وأخيرا أعطى هذا الصراع نتيجة لبداية الحرب الأهلية اللبنانية (1975 - 1990). كان الوضع في البلاد غير مستقر والاقتصاد الراكد والحرب الأهلية الدامية على نحو متزايد أن منع تربية أولادهم. قرر العديد من الناس لتبدأ مرة أخرى على الهجرة.الشعب هاجر أساسا إلى دول أمريكا اللاتينية، ومنها: كولومبيا وفنزويلا والبرازيل وبنما. كانت هناك أيضا أعداد كبيرة الذي انتقل إلى كندا و الولايات المتحدة. هذه الهجرات هي في معظمها رحلات ذهابا وإيابا: بعد تحقيق الدعم الاقتصادي المستقر السكان المهاجرين بعلول يعود مرة أخرى ليكرس نفسه لبناء منازل لأسرهم.كولومبيا كانت واحدة من الوجهات الرئيسية للهجرة الناس. ومن بين ال 70 و 80 و 90 وزارة من الكولومبي غواخيرا، وتحديدا سكان مايكاو كان واحدا من الأماكن التي تأسست المجتمع. اليوم يمكنك ان ترى وجود قوي للمهاجرين من بعلول في المنطقة.فنزويلا غير الدول جهة أخرى، مع جزيرة مارغريتا وParaguaná المنطقة الاقتصادية في مدينة بونتو Fijo حيث تتركز غاية المهاجرين، مع التركيز بشكل رئيسي التجارة البضائع الجافة.بنما في ال 80 و 90 تلقى مجتمع بعلول، والتي ركزت على المنطقة الحرة القولون و، على مشارف قناة بنما فرض نظام التجارة و الأعمال التجارية في محلة.البرازيل هي واحدة من البلدان التي لديها أكبر الجاليات اللبنانية في جميع أنحاء العالم، حتى أعلى من عدد السكان الحالي في لبنان. القرويين بعلول هم في الحدود الثلاثية فوز دى اجوازو في إقليم بارانا.اليوم، سكان ينقسم بعلول وتحتل أربعة وعشرين أسماء عائلة الألقاب. هذه العائلات انضمت بالكامل إلى عدد سكانها أكثر من 1200 نسمة.اللغة الرسمية في لبنان هو العربية، وكلغة ثانية [اللغة الفرنسية [| الفرنسية]]؛ لكن بعلول اللغة الرئيسية التي يتحدث بها المجتمع، سواء داخل المدينة وخارجها وهذا هو الإسبانية، نظرا لعدد المهاجرين إلى البلدان الناطقة بالإسبانية. بعد الإسبانية اللغات الأكثر استخداما على نطاق واسع هي [اللغة العربية [| العربية]]، و الإنجليزية و البرتغالية.